# Final Bend of the Labyrinth
Final Bend of the Labyrinth è il centoduesimo album in studio del chitarrista statunitense Buckethead, pubblicato il 22 agosto 2014 dalla Hatboxghost Music.

## Il disco
Sessantatreesimo disco appartenente alla serie "Buckethead Pikes", Final Bend of the Labyrinth è uno dei sei album pubblicati dal chitarrista durante il mese di agosto 2014 e contiene un unico brano suddiviso in sei parti.

## Tracce
Musiche di Buckethead.
1. FBOTL 1 – 3:20
2. FBOTL 2 – 3:27
3. FBOTL 3 – 2:45
4. FBOTL 4 – 3:45
5. FBOTL 5 – 3:44
6. FBOTL 6 – 13:30

## Formazione
- Buckethead – chitarra, basso, programmazione